# Songo I
Pour les articles homonymes, voir Songo.
Ne doit pas être confondu avec Songo II.
Songo I est une commune rurale située dans le département de Pô de la province du Nahouri dans la région du Centre-Sud au Burkina Faso.

## Géographie
Songo I est situé à 7 km au Sud-Est de Pô.

## Santé et éducation
Le centre de soins le plus proche de Songo I est le centre de santé et de promotion sociale (CSPS) de Songo II, tandis que le centre médical (CMA) le plus proche se trouve à Pô.

## Religion
La commune de Songo I accueille un pèlerinage annuel à la Vierge dans la grotte de Kapè-Piou, célébré par la communauté catholique de toute la région du Nahouri – de la paroisse de Notre-Dame-de-Fatima à Pô – et du Nord du Ghana.